# Musée de la Slovaquie de l'Est
Le musée de la Slovaquie de l'Est est le plus ancien musée de Slovaquie. Il est implanté à Košice.

## Expositions
Il a été fondé en 1872 sous le nom de Musée de la Haute Hongrie et présente sur plusieurs sites une exposition sur l'histoire de l'Est de la Slovaquie depuis l'âge de la pierre. On peut y admirer le trésor de Košice retrouvé en 1935 sous le 68 de la rue Hlavná et composé de 2 920 pièces d'or, l'église en bois du village de Kožuchovce déplacée et remontée à Košice en 1927, le Rodošto réplique de l'habitation de François II Rákóczi durant son exil en Turquie construite en 1943, la prison de Mikluš Miklušova väznica, des expositions d'art, numismatique et nature des Carpates. C'est le musée le plus visité de la ville et sa collection est riche de plus de 500 000 objets.